# Hagen z Tronege

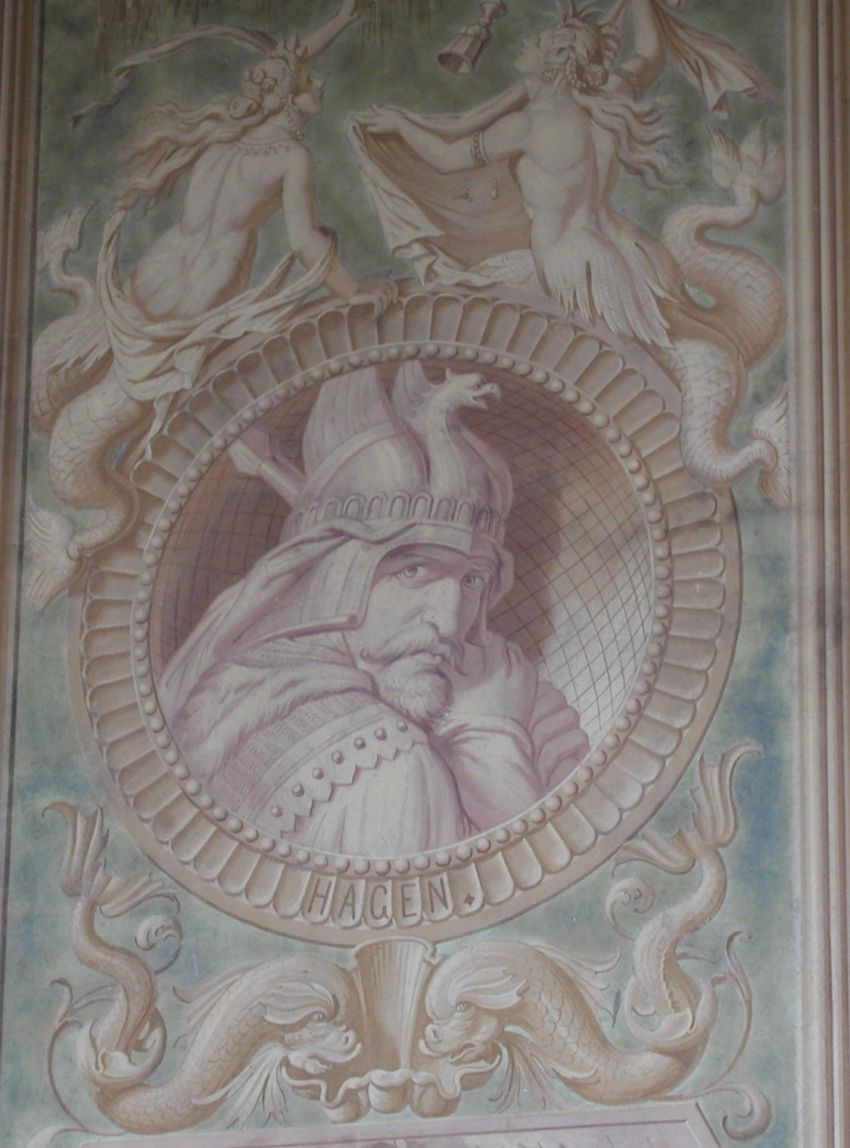
Hagen z Tronege na fasadzie Pałacu Marmurowego w Poczdamie

Hagen z Tronege (Hagen von Tronege) – jeden z głównych bohaterów Pieśni o Nibelungach.   

## Przydomek
Przydomek Hagena Tronege (Troyne) znaczy „z Troi”. Może tu chodzić o Franków, którym kronikarze przypisywali takie pochodzenie. Brało to się z szacunku, jakim darzono starożytność pochodzenia określonej nacji, osób i obiektów. Wszystko co można było uznać za „przedłużenie Ilionu”, jawiło się jako szlachetne, otoczone nimbem wielkości. Inni uznają Tronege za nazwę nadreńskiego zamku, będącego lenną własnością Hagena.

## Historia życia
Określany jest synem Aldriana, krewnym i wasalem królów burgundzkich Gunthera, Gernota, Giselhera i ich siostry Krymhildy. Jego brat Dankwart jest marszałkiem dworu. 
Od samego początku kreowany na „szarą eminencję” utworu. Z jego inicjatywy zabito podstępnie Zygfryda i pozbawiono Krymhildę spadku po mężu (Skarb Nibelungów). 
Przeprawiając się przez Dunaj do kraju Etzela (Attyli) zatapia łódź dając przez to do zrozumienia królom burgundzkim, że nie ma odtąd już drogi powrotnej: mogą tylko podążyć do kraju Hunów, gdzie czeka ich śmierć. 
W końcowej scenie eposu ginie z ręki Krymhildy. Jednak przedtem tak sprytnie manipuluje jej umysłem, że nie wyjawia jej miejsca ukrycia skarbu i nakłania ją do zabicia Gunthera, przez co czyni ją winną wymordowania własnej rodziny.
Krymhildę zabił zbrojmistrz Dytryka z Bernu, Hildebrand. W ten sposób w pewnym sensie pomścił „wielkiego wojownika” za jakiego Hagena uważał.

## Pojęcie "lojalność Nibelungów"
W XIX w. gloryfikowano w Niemczech, w związku z odkryciem na nowo Pieśni o Nibelungach, tzw. „lojalność Nibelungów”: odmowę królów burgundzkich wydania Krymhildzie ich druha Hagena, za cenę własnego życia.   

## Postacie mityczne utożsamiane z Hagenem
Hagen jest utożsamiany kilkoma innymi postaciami z legend germańskich:
- Högnimem – według Eddy Poetyckiej i Sagi o Völsungach królewiczem gockim z rodu Gjukungów. Bratem Gunnara, Guttorma i Gudrun;
- Haganem – w Pieśni o Waltariuszu krewnym króla Franków, Gibicha i przyjacielem tytułowego bohatera;
- Hageną – znanym z Widsith, królem Ulmerugiów, to jest Rugiów Wyspowych (Holmryggów).